# The Villain (album)
Pour les articles homonymes, voir The Villain.
Albums de Trick-Trick
The People vs.
(2005)
The Villain est le deuxième album studio de Trick-Trick, sorti le 11 novembre 2008.

## Controverse
Quelques jours après sa sortie, une controverse est née autour de cet album en raison des paroles homophobes de certaines chansons.
Pour répondre à l'interview donnée par Trick-Trick au site AllHipHop le 11 novembre 2008 dans laquelle l'artiste parlait de son « dégoût pour le mode de vie des homosexuels », ce même site a publié le 13 novembre 2008 un droit de réponse qui a permis à plusieurs artistes homosexuels du monde hip-hop de s'exprimer.

## Liste des titres
| No  | Titre                                                        | Contient un (des) sample(s) de | Durée |
| --- | ------------------------------------------------------------ | ------------------------------ | ----- |
| 1.  | The Villain Intro                                            |                                | 0:46  |
| 2.  | Trick Trick                                                  |                                | 3:39  |
| 3.  | You Can Get Fucked Up (featuring The Goon Sqwad)             |                                | 3:51  |
| 4.  | Who Want It (featuring Eminem)                               |                                | 4:11  |
| 5.  | Can't Fuck Wit My City (featuring Guilty Simpson et Marvwon) |                                | 3:33  |
| 6.  | Sumthin 4 Da Hataz (featuring Diezel, Fattz et Paradime)     |                                | 4:18  |
| 7.  | Work Skit                                                    |                                | 0:30  |
| 8.  | Let's Work!!!                                                | We Will Rock You de Queen      | 4:36  |
| 9.  | Hold On                                                      |                                | 4:09  |
| 10. | Let It Fly (featuring Ice Cube)                              |                                | 4:13  |
| 11. | All Around the World (featuring Royce da 5'9")               |                                | 3:49  |
| 12. | 2getha 4 Eva!!! (featuring Esham, Kid Rock et Proof)         |                                | 3:23  |
| 13. | Follow Me                                                    |                                | 4:36  |
| 14. | A MF Pimp (featuring Big Sweetz)                             |                                | 5:06  |
| 15. | Get It Crackin'                                              |                                | 4:30  |
| 16. | Crazy (Featuring Throatslash)                                |                                | 5:40  |
| 17. | You Told Me (featuring C.A.)                                 |                                | 5:56  |
| 18. | Let Go (featuring The Mathis Family Choir)                   |                                | 5:20  |